# アンデシュ・バーダル
アンデシュ・バーダル（Anders Bardal、1982年8月24日 - ）は、ノルウェー、ヌール・トロンデラーグ県スタインシャー出身のスキージャンプ選手。Steinkjer ILに所属している。

## プロフィール
2000年のノルディックスキージュニア世界選手権で団体銀メダルを獲得。翌2001年2月にスキージャンプ・ワールドカップにデビューした。
2002年のソルトレイクシティオリンピックには19歳で出場、ノーマルヒル個人27位、ラージヒル個人25位、団体9位だった。
その後はなかなかワールドカップに定着できずコンチネンタルカップと交互に出場する状況で、2004/05シーズンにはコンチネンタルカップで6勝して総合優勝、翌2005/06シーズンも7勝をあげて2年連続総合優勝を達成した。
2006/07シーズンからワールドカップに定着し、このシーズン総合16位、札幌での世界選手権で団体銀メダルを獲得。翌2007/08シーズンは1月27日のザコパネでワールドカップ初勝利するなどして自己最高の総合5位となった。
2009年ノルディックスキー世界選手権ラージヒル団体で銀メダルを獲得、ラージヒル個人5位となった。
2009-2010シーズンは前半戦コンチンネンタルカップに参戦、1月の札幌大会からワールドカップに昇格した。バンクーバーオリンピックでは団体銅メダルを獲得したがワールドカップ総合は36位にとどまった。
2011年ノルディックスキー世界選手権では団体戦2種目で銀メダルを獲得、ワールドカップ総合14位となった。
2011-2012シーズンは自身最高のシーズンとなった。12月17日のエンゲルベルク大会で4シーズン振りの勝利をあげると、好調を維持、グレゴア・シュリーレンツァウアー、アンドレアス・コフラーのオーストリア勢やジャンプ週間頃から調子を上げた伊東大貴らと総合チャンピオン争いを繰り広げ、シーズン3勝をマークして総合優勝を達成した。ノルウェー勢の総合優勝は1993-1994シーズンのエスペン・ブレーデセン以来18シーズン振りである。
2012-2013シーズンは世界選手権ノーマルヒル個人で金メダルを獲得、シーズンでは1勝のみだったが総合2位となった。
2014年ソチオリンピックでは、ノーマルヒル個人で銅メダルを獲得した。
2014-2015年シーズンをもって引退すると発表した。